# Sarawut Thorarit
Sarawut Thorarit (thailändisch ศราวุธ ธรฤทธิ์, * 27. März 1999), auch als Owen bekannt, ist ein thailändischer Fußballspieler.

## Karriere
Sarawut Thorarit spielt seit mindestens 2019 für den Samut Sakhon FC. Der Verein aus Samut Sakhon spielte in der zweithöchsten thailändischen Liga, der Thai League 2. 2019 absolvierte er 22 Zweitligaspiele und schoss dabei drei Tore. Am Ende der Saison 2020/21 musste er mit Samut Sakhon in die Thai League 3dritte Liga absteigen. Nach dem Abstieg verließ er Samut Sakhon und schloss sich dem Zweitligisten Kasetsart FC aus Bangkok an. Nach 16 Zweitligaspielen in der Hinrunde 2021/22 wechselte er zur Rückrunde zum Erstligisten Suphanburi FC. Am Ende der Saison 2021/22 belegte er mit dem Verein aus Suphanburi den 16. Tabellenplatz und musste somit in die zweite Liga absteigen. Für Suphanburi stand er achtmal in der zweiten Liga auf dem Rasen. Nach dem Abstieg verließ er den Verein und schloss sich dem Erstligaaufsteiger Sukhothai FC an. Für Sukhothai bestritt er insgesamt 22 Ligaspiele. Zu Beginn der Saison 2023/24 wechselte er im August 2023 zum Zweitligisten Customs United FC. Nach 14 Ligaspielen ging er im Januar 2024 zum Ligakonkurrenten Krabi FC. Am Ende der Saison 2023/24 belegte er mit dem Klub aus Krabi den letzten Tabellenplatz und musste somit in die dritte Liga absteigen. Nach dem Abstieg verließ er Krabi und schloss sich in Pattaya dem Zweitligisten Pattaya United FC an. Nach einer Spielzeit, in der er 27 Ligaspiele für den Verein aus dem Seebad Pattaya bestritt, wechselte er im Sommer 2025 zum Zweitligisten Sisaket United FC.